# 硫酸钍
硫酸钍是一种无机化合物，化学式为Th(SO4)2，存在无水物、二水、四水、八水和九水合物。
硫酸钍在很稀的水溶液中可以发生水解，产生碱式硫酸钍Th(OH)2SO4。

## 制备
硫酸钍可以由二氧化钍水化物与硫酸反应得到。